# Nanajci

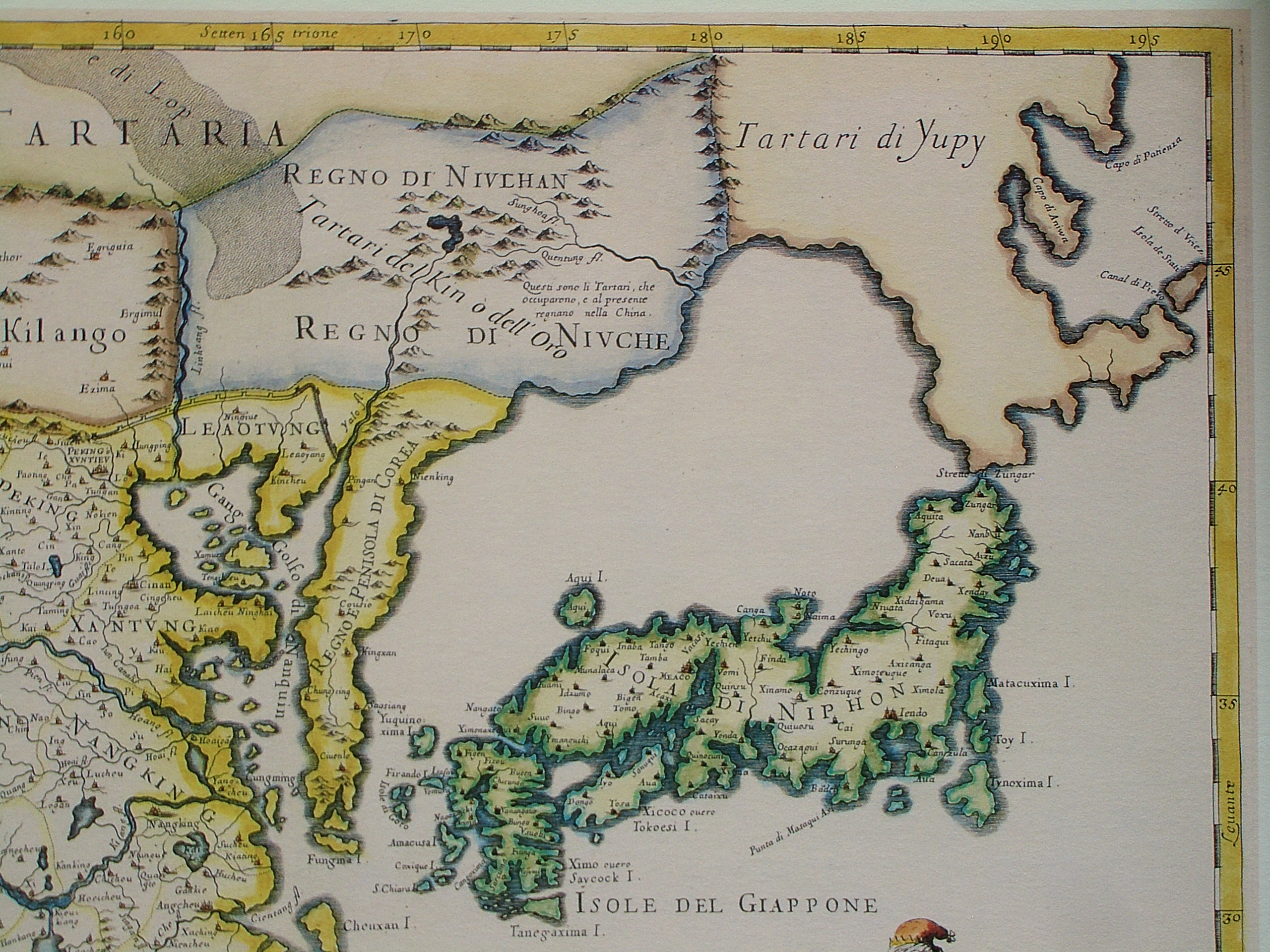
Italská mapa (z roku 1682) severovýchodní Číny - v pravém horním rohu je vyznačena oblast kterou obývají Nanajci jako Tartari di Yupi („Tataři v rybích kůžích“ - označení pro tradiční nanajské oděvy z rybích kůží)

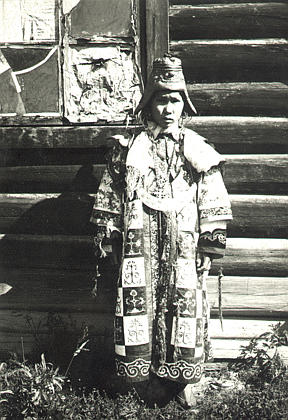
nanajská dívka ve svatebním oděvu který je bohatě zdoben tradičními ornamenty

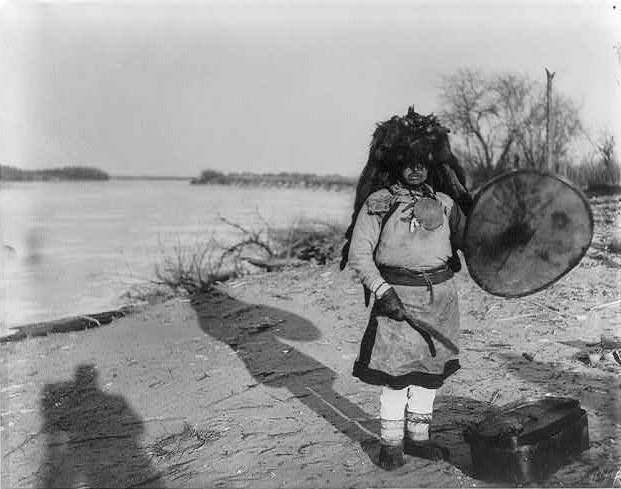
nanajský šaman s bubnem - untu

Nanajci (také Hedžové, Goldové nebo Samagirové, vlastním jménem Nani – „původní“; rusky Нанайцы, čínsky 赫哲族, anglicky Nanai people) jsou etnikum žijící v povodí Amuru na jihovýchodě Ruska (Chabarovský kraj) a na severovýchodě Číny (provincie Chej-lung-ťiang). Malá část jich žije na Ukrajině.

## Historie
Nanajci jsou s největší pravděpodobností potomci tunguzských kmenů (Džürčeni) z dolního toku Amuru, částečně smísených s mongolskými a turkickými kmeny, které se do těchto míst dostaly během svých nájezdů.
Poprvé se Rusové setkali s Nanajci v 17. století během expedice J. P. Chabarova a V. Pojarkova na dálný ruský východ. Na konci 17. století se s Nanajci setkali misionáři – francouzští jezuité kteří nazývali Nanajce Tartati di Yupi – Tataři v rybích kůžích (označení pro tradiční odívání z rybích kůží). Přímý kontakt Nanajců s Rusy byl však obnoven až v polovině 19. století.

## Jazyk
Nanajština patří do jižní větve tunguzsko-mandžuské skupiny altajské jazykové rodiny. Většina Nanajců však mluví ruštinou a mandarínskou čínštinou. Nanajština má dva dialekty: hornoamurský a dolnoamurský.

## Náboženství a mytologie
Nanajci tradičně vyznávají šamanismus s prvky animismu. K náboženským tradicím patří stavění různých ochranných totemů v podobě zvířat či lidí. Poblíž každé vesnice staví Nanajci „ptačí“ totemy – totemy, na jejichž vrcholu je pták vyřezaný ze dřeva. Tyto totemy mají ochrannou funkci a také symbolizují určitou „hranici“ mezi normálním a duchovním světem. V nanajské mytologii jsou kromě ptáků důležitými zvířaty medvěd (Doonta) a tygr (Amba). Od medvěda odvozují tunguzské národy svůj původ. Tygr symbolizuje v nanajské mytologii pána hor a věrného přítele boha oblohy Boa Enduri.
Šaman má úlohu léčitele, věštce a pomáhá zemřelým duším se dostat do budi (svět zemřelých). U Nanajců je ochranný duch nazýván ayámi, ten vstupuje do jeho těla, přiděluje mu zvířecí společníky a také je jeho nebeskou manželkou. Nebeská manželka šamana je typickým prvkem i u mnohých jiných sibiřských národů. V těchto vztazích se odráží klasický motiv smrtelníka a víly či polobohyně, žárlící na smrtelnou manželku.
Nanajci věří, že dříve zde byla pouze voda. Ptáci vytáhli ze dna velký kus země a poté se oddělilo nebe od země. Nakonec díky slunci vznikly hory a nížiny.

## Tradiční způsob života
Nanajci se tradičně živí rybolovem (specializují se na lov lososů), lovem, sběračstvím a chovem psů. Nanajci mají mnoho druhů tradičních obydlí. Mezi stálá obydlí patří dřevěné chaty a zemnice kryté rákosem a dřevem. K sezonním typům obydlí patří jednoduché přístřešky ze dřeva a rákosu nebo kuželovité stany potažené kůží – čumy.

## Folklór
Nanajský folklór je podobný folklóru jiných Tunguzských národů z povodí Amuru (Negidalci, Udegejci, Ulčové) a folkloru Nivchů.
Nanajský stopař Děrsu Uzala je hlavním hrdinou knihy Vladimira Arseňjeva a podle něj natočeného filmu režiséra Akiro Kurosawy.

### Hudební a ústní tradice
K tradičním hudebním nástrojům patří brumle vyráběná z kovu – muane, a šamanský buben – untu (používaný k šamanským obřadům). Hlavní ústní žánry:
- telunhu – mýty a legendy
- ninhman – epos, pohádky, vlastní příběhy
- yayan, keuken – šamanský zpěv
- dyarin, yayan – zpěv

### Kuchyně
Základem tradiční nanajské kuchyně je rybí maso (hlavně z lososa). Nanajci tradičně připravují jukolu – uzenou nebo sušenou rybu nakrájenou na plátky. Pokud jdou Nanajci na lov, jí plody klanoprašky. Podle nich dodává hrst suchých plodů sílu lovit po celý den bez příjmu potravy.

### Tradiční odívání
Původně vyráběli Nanajci oděvy z kůží ryb a zvířat žijících v tajze, a z konopných vláken. Díky obchodu s Rusy a Číňany získávali Nanajci hedvábné tkaniny z nichž doposud vyrábějí své tradiční oděvy.
Tradiční nanajské oděvy jsou tvořeny pláštěm, jehož lemy jsou zdobené ornamentální výšivkou a často také kožešinou. Tyto pláště se nejčastěji zapínají na pravém rameně. Ženské oděvy, pokto, jsou delší, barevnější a více zdobenější. Tradiční součástí ženského oděvu je čepice z březové kůry. Tradiční mužský oděv se nazývá agaton-angogdi a je tvořen kratším pláštěm a kalhotami. Mužské oděvy jsou méně barevnější a méně zdobenější. Oděvy lovců sobolů jsou stejného střihu jako oděvy mužské ale jsou barevnější. Součástí loveckého oděvu je čepice s veveřím ocáskem.

### Tradiční rukodělné práce
K tradičním řemeslům patří zpracování kovů, vyřezávání dřevěných náboženských artefaktů i předmětů denní potřeby, vyšívání (Nanajci jsou známí bohatou ornamentální výšivkou) a vydělávání kůží.

## Fotogalerie

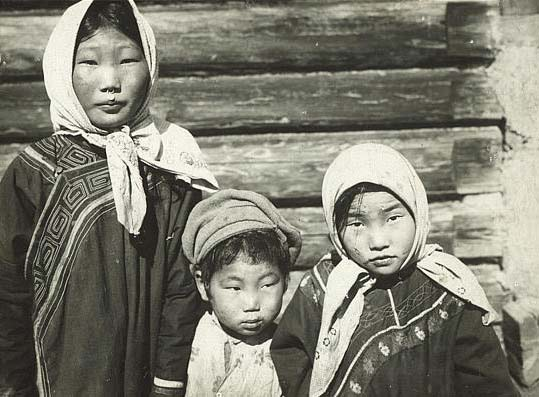
nanajské děti; dívky mají tradiční oděvy
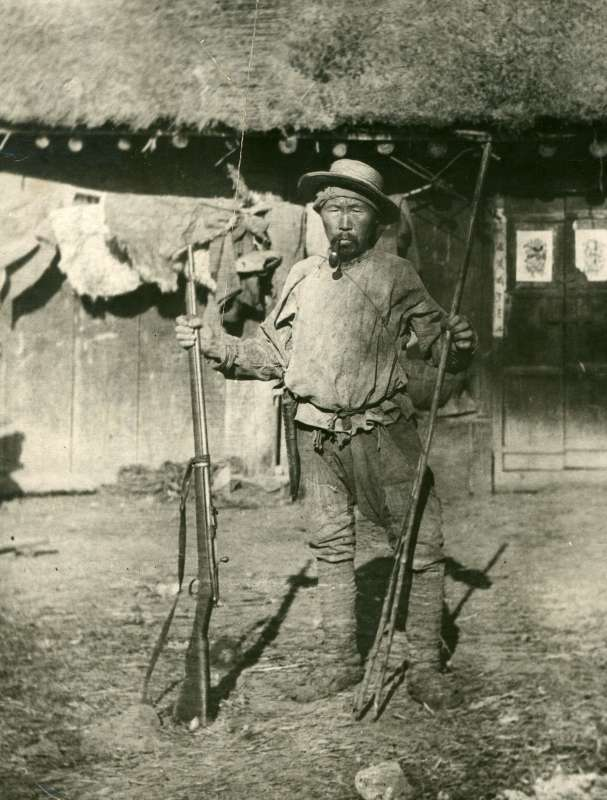
nanajský lovec
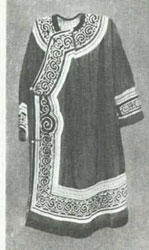
nanajský ženský oděv jehož lemy jsou zdobené ornamenty
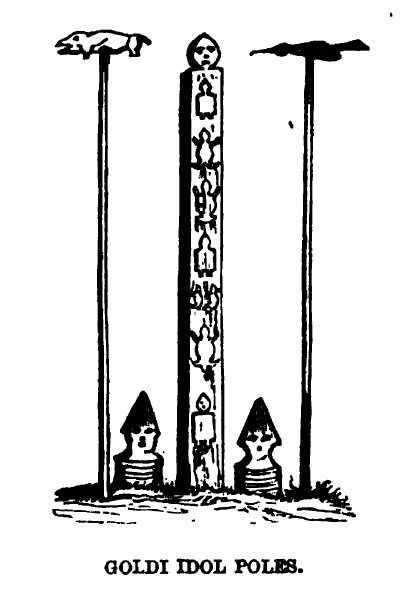
nanajské totemy